# Nadine Wewer
Nadine Wewer (* 22. Juli 1981 in Ingolstadt) ist eine deutsche Designerin, Illustratorin und Autorin.
Nadine Wewer studierte an der Georg-Simon-Ohm-Hochschule in Nürnberg Kommunikationsdesign und arbeitet in Gaimersheim in der Nähe von Ingolstadt als freischaffende Grafikdesignerin und Illustratorin. Neben mehreren Aufträgen für die AIDS-Hilfe in Nürnberg, deren Magazin denkRaum sie gestaltet, schuf sie unter anderem Zeichenbücher und Illustrationen zu verschiedenen Rollenspielen, darunter Space Gothic, Das Schwarze Auge und LodlanD sowie einige kurze Comics, die in Anthologien erschienen.

## Werke (Auswahl)
- Nadine Wewer: Fantasy zeichnen leicht gemacht. Droemer Knaur, München 2007, ISBN 978-3-426-64528-4.
- Nadine Wewer: Workshop Zeichnen Fantasy: Magische Gestalten und Fabelwesen. Englisch Verlag, Wiesbaden 2009, ISBN 978-3-8241-1425-2.
- Christian Lonsing, Nadine Wewer: Freelancer Hexxagon. Ulisses Spiele, 2009, ISBN 978-3-86889-019-8.
- Christian Lonsing, Nadine Wewer: Freelancer Dynamics - Invasion Monaco-magic-Monsterjäger. Ulisses Spiele, 2009, ISBN 978-3-86889-044-0.
- Nadine Wewer: Workshop Zeichnen Manga: Magical Girls. Englisch Verlag, Wiesbaden 2010, ISBN 978-3-8241-1435-1.
- Christian Lonsing, Nadine Wewer: Freelancer Dynamics Invasion. Ulisses Spiele, 2010, ISBN 978-3-86889-044-0.
- Nadine Wewer, Daniel Kaufmann: Töchter der Himmel. Fireangels, Dachau 2010, ISBN 978-3-939309-20-8.
- Nadine Wewer: Workshop Zeichnen: bad guys. Englisch Verlag, Wiesbaden 2011, ISBN 978-3-86230-191-1.